# Овод (роман)
«О́вод» (англ. The Gadfly) — революционно-романтический роман, наиболее известный русскоязычному читателю труд английской, позднее американской писательницы Этель Лилиан Войнич. Впервые вышел в 1897 году в США.

## Содержание
В романе отображена деятельность участников подпольной революционной организации «Молодая Италия» в первой половине XIX века; резко критикуется христианство. Роман повествует об истории молодого, наивного, влюблённого, полного идей и романтических иллюзий Артура Бертона.
Мать Артура недавно умерла, и оставшегося сиротой Артура берёт под своё попечение Монтанелли, каноник и ректор духовной семинарии в Пизе. Артур признаётся, что он принимал участие в собраниях революционной итальянской молодёжи, а после смерти матери ему пришло видение, призывавшее его «отдать жизнь за Италию, освободить ее от рабства и нищеты, изгнать австрийцев и создать свободную республику, не знающую иного властелина, кроме Христа». Монтанелли заботится об Артуре как о собственном сыне и не одобряет его участия в студенческих сходках. На этих сходках Артур встречает семнадцатилетнюю девушку Джемму и влюбляется в неё.
Монтанелли временно вызывают в Рим, а на его место присылают отца Карди. Артур исповедуется ему, упоминая при этом, что является членом студенческой организации «Молодая Италия» и рассказывая о её нелегальных делах. В тот же день Артура арестовывают. В тюрьме он узнаёт, что отец Карди — провокатор, сообщивший полиции всё, что рассказал ему Артур; ряд членов организации оказываются арестованными. Выпущенный из тюрьмы Артур встречается с Джеммой и признаётся, что аресты — следствие его признаний на исповеди; Джемма порывает с «предателем». Вернувшись в дом своей семьи, Артур намеревается совершить самоубийство, но его отвлекают. Сводный брат Артура предъявляет ему письмо с признанием его матери, согласно которому она изменила своему мужу с Монтанелли, и последний тем самым приходится Артуру отцом. Артур понимает, что не только отец Карди нарушил тайну исповеди, но и Монтанелли — данный им обет безбрачия; он осознаёт лживость священников и теряет веру, в бешенстве разбивая распятие. Он подкупает матроса в порту и проникает на судно, плывущее в Буэнос-Айрес.
Тринадцать лет спустя Артур возвращается в Италию под именем Феличе Ривареса и зарекомендовывает себя как известного фельетониста, публикующего свои произведения под псевдонимом «Овод». За прошедшие годы Джемма вышла замуж за Джиованни Болла, в своё время бывшего соперником Артура, а затем овдовела; Монтанелли стал кардиналом; Артур получил ряд увечий, в результате чего его внешность изменилась, и старые знакомые не узнают его. Джемма рассказывает Оводу, что вскоре после исчезновения Артура она узнала, что студентов выдал не он, а нарушивший тайну исповеди отец Карди — и она раскаивается в своём тогдашнем поступке.
В Бризигелле группу заговорщиков, включающую Овода, преследует отряд солдат. Всем удаётся спастись, за исключением самого Овода: в самую гущу схватки вклинивается Монтанелли, и Овод, не желая причинить своему отцу вреда, даёт себя схватить. Товарищи устраивают Оводу побег из тюрьмы, но на самом последнем этапе он теряет сознание от слабости, и побег срывается.
Военные опасаются, что мятежники вновь попытаются освободить Овода, и настаивают на его казни. Монтанелли приходит к Оводу в камеру, где тот раскрывается ему. Он ставит кардинала перед выбором: отказаться от сана и спасти Артура, либо сохранить веру, но приговорить собственного сына к смерти. Монтаннели выбирает последнее.
Утром Овода выводят к расстрельной стенке. Первый залп не наносит ему вреда: все солдаты целились мимо. Овод осыпает солдат насмешками и сам начинает командовать собственным расстрелом. Только со второго раза он получает несколько попаданий и в муках умирает.
С Монтанелли, участвующим в пасхальной церемонии, происходит нервный срыв. Джемме доставляют письмо, написанное Артуром в тюрьме незадолго до расстрела, с объяснениями и признанием в любви. Распространённое в городе объявление сообщает, что кардинал «скоропостижно скончался от разрыва сердца».

## Персонажи
- Овод (Артур Бертон, Феличе Риварес) — революционер, главный герой романа
- Лоренцо Монтанелли — кардинал, настоящий отец Артура
- Джемма Уоррен (Дженнифер, Джим, после замужества — синьора Болла) — возлюбленная Артура (Овода), вдова Джованни Боллы
- Джеймс Бертон — сводный старший брат Артура
- Джули Бертон — жена Джеймса Бертона
- Томас Бертон — сводный средний брат Артура, младший брат Джеймса
- Джованни Болла — товарищ Артура по студенческому кружку, его любовный соперник, умерший муж Джеммы
- Чезаре Мартини — любовный соперник, товарищ Овода
- Риккардо — профессор, врач
- Грассини — товарищ Овода
- Галли — товарищ Овода
- Зита Рени — цыганка-танцовщица, любовница Овода
- Полковник Феррари — командир гарнизона в Бризигелле
- Кэтти — горничная Джеммы
- Бьянка — горничная Овода

## Прототип Овода
Польские исследователи литературы категорически утверждали, что реальными прообразами Овода были деятели польской социально-революционной партии «Пролетариат», русские же читатели сразу после выхода в России «Овода» узнали в нём знакомые черты русских революционеров. Некоторые исследователи считают, что в образе Овода легко обнаружить черты Мадзини и Гарибальди.
В 1955 году советские литераторы сумели разыскать проживавшую в Нью-Йорке Э. Л. Войнич и стали поддерживать с ней тесную связь. В письме Б. Н. Полевому (Нью-Йорк, 11, 14 января 1957 г.) она писала по поводу прототипов Артура (Овода) и других героев:

Вы спрашиваете у меня, существовал ли в жизни реальный прототип Артура. У людей, лишённых творческого воображения, часто возникают вопросы подобного рода. Но я не понимаю, как может спрашивать меня об этом писатель-романист. Разумеется, образы в романе не всегда имеют прототипами реально существующих людей; не являются ли они своего рода результатом сложного процесса, происходящего в авторском воображении под влиянием таких факторов, как:
1) личный опыт автора,
2) опыт тех людей, с которыми писатель или писательница встречается, и
3) большая начитанность (что справедливо и в моем случае).
Единственный образ в «Оводе», который я могу отчасти считать портретом — и даже в этом случае портретом весьма фрагментарным,— это Джемма, образ которой был в какой-то степени списан — особенно её личный облик — с моего дорогого друга Шарлотты Уилсон, так много помогавшей Кропоткину в его работе. Она редактировала в Лондоне газету «Свобода», и это она познакомила меня со Степняком.
С ранней юности большое влияние на меня оказывали биография и произведения Мадзини, а впоследствии (1885—1886) — жизнь и произведения аббата Ламенне, чьи «Слова верующего» я знаю чуть ли не наизусть. Библия и произведения Шекспира, Мильтона, Шелли и Блейка (его стихи «Счастливой мошкою летаю, живу ли я, иль умираю», которые я знала ещё с детства) больше всего, как мне кажется, повлияли на мое юношеское сознание. Личность Ламенне, как мне кажется, отчасти оказала известное влияние на создание образа Монтанелли.
Происхождение образа Артура связано с моим давним интересом к Мадзини и с портретом неизвестного юноши в чёрном, находящимся в Лувре, который я впервые увидела в 1885 году. То, что в романе усматривается отражение русского или польского влияния, как указывает госпожа Таратута в своем предисловии к новому русскому изданию «Овода», естественно и понятно. Где, кроме Восточной Европы и среды русских и польских эмигрантов в Лондоне и в Западной Европе, я могла бы непосредственно познакомиться с условиями, которые в той или иной степени существовали в Италии в юношеский период жизни Мадзини? С другой стороны, Анна Нилл, которая только что перечитала биографические заметки, предваряющие книгу Мадзини «Обязанности человека и другие очерки», указывала мне на многочисленные детали, которые, по её мнению, могли оказать влияние на создание образа Артура.
Что касается вашего романа «Золото», то теперь мне ясно, почему получился такой конец, и я понимаю теперь, что у нас с вами совершенно противоположные представления о процессе создания романа. Разумеется, если прототипами ваших героев являются живые люди, вы не можете позволять себе вольно обращаться с ними!

Прозвище «Овод», вероятно, является отсылкой к обличающему пороки афинян Сократу, которого Платон сравнивал c оводом, жалящим неторопливого коня и тем побуждающим его действовать.

## Популярность в России
Роман «Овод» был популярен в Англии (до 1920 года — 18 изданий), дореволюционной России и в США, впоследствии в СССР и других социалистических странах. Год опубликования его в России — 1898 — был годом I съезда Российской социал-демократической рабочей партии. Перевод «Овода» впервые появился в виде приложения к журналу «Мир Божий» за 1898 год. В том же году роман вышел отдельным изданием. Его распространяли Г. М. Кржижановский, Е. Д. Стасова, Григорий Петровский, И. В. Бабушкин, Я. М. Свердлов, М. Горький. Эту книгу любил П. А. Заломов, послуживший Горькому прототипом Павла Власова, героя романа «Мать» (сына Ниловны). Увлекались «Оводом» Г. И. Котовский, Н. А. Островский, А. П. Гайдар, М. И. Калинин, Зоя Космодемьянская. В издании 1988 года (изд-во «Правда») указано, что «Овод» был любимой книгой Ю. А. Гагарина.
Увлекались «Оводом» и в других странах, в том числе и там, где это явно не поощрялось. Писательница и актриса Людмила Андреевна Ямщикова, дочь М. В. Ямщиковой, писавшей под псевдонимом «Ал. Алтаев», взяла в честь героя Войнич литературный псевдоним Арт Феличе. «Овода» читают герои романа современного иранского писателя Махбода Сераджи «Крыши Тегерана». В романе Николая Алексеевича Островского «Как закалялась сталь» главный герой — Павка Корчагин — ссылается несколько раз на роман «Овод» и в одном эпизоде читает вслух его фрагмент красноармейцам. Упоминается в романе Вениамина Каверина «Два капитана»: главный герой, Александр Григорьев, сравнивает себя с Оводом.
Классический перевод на русский был выполнен Наталией Волжиной.

## Экранизации
В СССР было снято три фильма по мотивам романа.
- Овод (фильм, 1928), ГССР, в главной роли Илико Мерабишвили режиссером Котэ Марджанишвили
- Овод (фильм, 1955), СССР, в главной роли Олег Стриженов.
- Овод (фильм, 1980), СССР, в главной роли Андрей Харитонов.

В 1985 году в Ленинградском государственном театре им. Ленинского комсомола режиссёром Геннадием Егоровым был поставлен рок-мюзикл по сюжету романа на музыку Александра Колкера «Овод» с Михаилом Боярским в роли Ривареса-Овода.
В 1982 году по сюжету романа был поставлен балет под названием «Риварес» на музыку Сулхана Цинцадзе, а в 1987 году на киностудии «Грузия-фильм» был снят одноимённый фильм-балет, хореография Алексея Чичинадзе, кинорежиссёр фильма Бидзина Чхеидзе, в главной роли (балетной партии) артист балетной труппы МАМТ Вадим Тедеев.
В 2003 году сообщалось о съёмках фильма «Овод» китайским режиссёром У Тяньмином совместно с киностудией им. А. Довженко на Украине.